# Notomicrus sharpi
Notomicrus sharpi är en skalbaggsart som beskrevs av Balfour-browne 1939. Notomicrus sharpi ingår i släktet Notomicrus och familjen grävdykare. Inga underarter finns listade i Catalogue of Life.